# Waldemar Motyka
Waldemar Motyka (ur. 30 września 1942 w Rybniku) – polski żużlowiec.

## Życiorys
Wychowanek klubu Górnik Rybnik. W 1959 roku Józef Wieczorek oraz Stanisław Tkocz wybrali go na podstawie selekcji spośród 84 kandydatów i przyjęli do szkółki rybnickiej. W tym samym czasie trenowali z nim Andrzej Wyglenda, Antoni Woryna oraz Alojzy Norek, a sam Motyka uznawany był jako największy talent spośród nich. Licencję żużlową zdał w październiku 1959 roku. Na rozwój jego kariery wpłynęła kontuzja, której nabawił się na jednym z treningów. W karambolu uczestniczyli Reinhold Konieczny oraz Stanisław Bombik. Waldemar Motyka wskutek obrażeń pozostawał nieprzytomny przez osiem dni. Konsekwencją tego zdarzenia był opóźniony debiut w meczu z cyklu Drużynowych Mistrzostw Polski, który nastąpił dopiero 09.04.1961 roku kiedy to Unia Leszno zmierzyła się z Górnikiem Rybnik w pierwszej kolejce rozgrywek I Ligi. Waldemar Motyka zdobył w tym spotkaniu 5 punktów. W zespole Górnika (ROW) Rybnik jeździł w latach 1961-1967. Ostatnim spotkaniem tego zawodnika w DMP był mecz Częstochowy z Rybnikiem w dniu 13.08.1967. Motyka zaliczył w tym spotkaniu jeden punkt oraz groźny wypadek wskutek czego nie powrócił już na ligowe tory. Po skończeniu kariery zawodniczej długo udzielał się społecznie swojemu macierzystemu klubowi.
Zawodnik ten wywalczył 7 medali DMP, 6 złotych (1962-1967) i jeden srebrny w 1961 roku.
Trzykrotny finalista Pucharu ROW, najwyżej sklasyfikowany był na piątej pozycji w 1962 roku.

## Osiągnięcia

### Drużynowe Mistrzostwa Polski- Sezon Zasadniczy
| Sezon | Klub          | Miejsce | Liga   | Średnia/bg | Średnia/mc | Pkt     | Bonusy | Razem   | Komplety    | Biegi | Mecze |
| ----- | ------------- | ------- | ------ | ---------- | ---------- | ------- | ------ | ------- | ----------- | ----- | ----- |
| 1961  | Górnik Rybnik |         | I Liga | 0,978      | 3,083      | 37      | 7      | 44      | -           | 45    | 12    |
| 1962  | Górnik Rybnik |         | I Liga | 1,725      | 5,143      | 72      | 16     | 88      | 2 - (2 pł.) | 51    | 14    |
| 1963  | Górnik Rybnik |         | I Liga | 1,677 (29) | 5,250 (31) | 42 (38) | 10     | 52 (37) | 0           | 31    | 8     |
| 1964  | Górnik Rybnik |         | I Liga | 1,364 (39) | 3,500 (41) | 35 (43) | 10     | 45 (43) | 0           | 33    | 10    |
| 1965  | ROW Rybnik    |         | I Liga | 1,167 (44) | 2,846 (46) | 37 (45) | 12     | 49 (43) | 0           | 42    | 13    |
| 1966  | ROW Rybnik    |         | I Liga | 0,946 (47) | 2,636 (47) | 29 (45) | 6      | 35 (45) | 0           | 37    | 11    |
| 1967  | ROW Rybnik    |         | I Liga | 0,971      | 2,900      | 29      | 5      | 34      | 1 - (1 pł.) | 35    | 10    |

W nawiasie miejsce w danej kategorii w danym sezonie (śr/m oraz śr/b - przy założeniu, że zawodnik odjechał minimum 50% spotkań w danym sezonie).
Podsumowanie wyników w najwyższej klasie rozgrywkowej w Polsce w sezonie zasadniczym:
| Sezony | Średnia/bg | Średnia/mc | Pkt | Bonusy | Razem | Komplety       | Biegi | Mecze |
| ------ | ---------- | ---------- | --- | ------ | ----- | -------------- | ----- | ----- |
| 7      | 1,266      | 3,603      | 281 | 66     | 347   | 3 - (3 płatne) | 274   | 78    |

Źródło

### Puchar ROW
- 1962 - Rybnik - 5. miejsce - 7 pkt → wyniki
- 1965 - Rybnik - 11. miejsce - 3 pkt → wyniki
- 1966 - Rybnik - 8. miejsce - 7 pkt → wyniki

Źródło